# Dušan Kumer
Dušan Kumer, slovenski politik in poslanec, * 7. februar 1949, Maribor.
Dušan Kumer, član in gen. sekretar stranke Socialnih demokratov, je bil leta 2004 izvoljen v Državni zbor Republike Slovenije.

## Delovna telesa

### Mandat 2004-2008
- Komisija po Zakonu o nezdružljivosti opravljanja javne funkcije s pridobitno dejavnostjo,
- Komisija po Zakonu o preprečevanju korupcije,
- Komisija za nadzor obveščevalnih in varnostnih služb (podpredsednik),
- Preiskovalna komisija za ugotovitev in oceno dejanskega stanja v zvezi z izvrševanjem nadzora po Zakonu o državnem tožilstvu Državnega zbora Republike Slovenije|Preiskovalna komisija za ugotovitev in oceno dejanskega stanja v zvezi z izvrševanjem nadzora po Zakonu o državnem tožilstvu in
- Mandatno-volilna komisija

## Skupine prijateljstva

### Mandat 2004-2008
- Skupina prijateljstva z Bosno in Hercegovino,
- Skupina prijateljstva z Islandijo in
- Skupina prijateljstva s Srbijo in Črno goro

Na državnozborskih volitvah leta 2011 je kandidiral na listi SD.